# Неустрашимый Удан
«Неустрашимый Удан» (кит. трад. 武當, упр. 武当, палл. У Дан, буквально: «Удан», англ. The Undaunted Wudang) — китайский художественный фильм 1983 года, боевик режиссёра Сунь Ша. Главные роли в этом фильме исполнили Лин Цюань, Чжао Чанцзюнь и Ли Юйвэнь.
Фильм «Неустрашимый Удан» относится к фильмам-уся. Известен фильм тем, что в нём снялся чемпион КНР по ушу Чжао Чанцзюнь. Также в фильме показаны приёмы стилей синьицюань, тайцзицюань и багуачжан.

## Сюжет
Действие фильма происходит в XIX веке, а именно в 1889 году. В Китае проходит турнир по восточным единоборствам. Местная школа ушу, возглавляемая мастером Чэнь Вэем, выглядит довольно сильно. Однако на турнир приезжают и японские мастера, проповедующие кодекс бусидо. В результате команда японских мастеров, используя различные хитрости и нечестные приёмы, побеждает местную школу ушу и жестоко убивает мастера Чэня.
Дочь мастера Чэня — Чэнь Сюэцзяо обещает отомстить за смерть своего отца, убитого японцами. Но для этого необходимо улучшить боевое мастерство. Тогда Сюэцзяо отправляется к даосским монахам в горы Уданшань, чтобы изучить в совершенстве секретный уданский стиль. Овладев этим стилем ушу, девушка расправляется с убийцами своего отца, выполняя свою клятву.

## В ролях
- Линь Цюань — Чэнь Сюэцзяо
- Чжао Чанцзюнь[кит.] — Сыма Цзянь
- Ли Юйвэнь — У Юньлун
- Ма Чжэньбан — наньшаньский монах
- Тан Яли — У Цзинцзин
- Цзан Чжиго — Лэй Хуацай
- Мао Инхай — начальник округа